# Медаль «За службу в экспедиционных войсках глобальной войны с терроризмом»
Медаль «За службу в экспедиционных войсках глобальной войны с терроризмом», или Экспедиционная медаль «За глобальную войну с терроризмом» (англ. Global War on Terrorism Expeditionary Medal) — военная награда Вооружённых сил США, учреждённая указом президента США № 13289 от 12 марта 2003 года для вознаграждения военнослужащих США, принимавших и принимающих участие в боевых действиях против международного терроризма с осени 2001 года по настоящее время.

## История
Медаль «За службу в экспедиционных войсках глобальной войны с терроризмом» учреждена указом президента США № 13289 от 12 марта 2003 года с качестве знака отличия для военнослужащих Вооружённых сил США, принимающих участие в антитеррористических операциях за пределами США начиная с 11 сентября 2001 года. Изначально предназначалась для участников операций «Несокрушимая свобода» и «Иракская свобода». В дальнейшем вручалась и за участие в других операциях.
Награждение медалью «За службу в экспедиционных войсках глобальной войны с терроризмом» производится при выполнении военнослужащими одного из следующих условий:
- служба в подразделениях, участвующих в антитеррористических операциях на установленных территориях в течение 30 дней подряд или 60 дней разновременно;
- участие в реальных боевых действиях против противника, связанных с угрозой для собственной жизни или получения серьёзных увечий;
- гибель, получение ранений или увечий, требующих эвакуации из зоны операции.

Пилотам ВВС каждый день боевых вылетов в зону проведения операций засчитывается в 30 или 60 дневную выслугу на право получения медали.
Медаль может быть присуждена посмертно любому человеку, отвечающему требованиям награждения.
Военнослужащие, до учреждения медали «За службу в экспедиционных войсках глобальной войны с терроризмом» представленные по этим критериям к награждению Экспедиционной медалью Вооружённых сил или медалью «За службу в вооружённых силах», могли быть награждены новоучреждённой наградой, но при условии получения только одной из них.
С 30 апреля 2005 года участников операций на территории Ирака и Афганистана стали награждать новыми медалями: «За Иракскую кампанию» и «За кампанию в Афганистане», а представления к медали «За службу в экспедиционных войсках глобальной войны с терроризмом» были прекращены. Представленные к ней ранее могли заменить её на новые медали конкретной кампании, при условии получения только одной из указанных наград.
Награждение иностранцев медалью «За службу в экспедиционных войсках глобальной войны с терроризмом» не предусмотрено.

## Операции

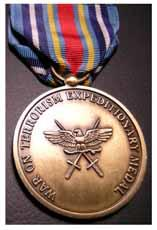
Оборотная сторона

Медаль «За службу в экспедиционных войсках глобальной войны с терроризмом» вручается за участие в следующих операциях:
| Операция                                                    | С                | По              | Место пребывания |
| ----------------------------------------------------------- | ---------------- | --------------- | ---------------- |
| Операция «Несокрушимая свобода» (англ. Enduring Freedom)    | 11 сентября 2001 | 28 декабря 2014 | Афганистан       |
| Операция «Иракская свобода» (англ. Iraqi Freedom)           | 19 марта 2003    | 31 августа 2010 | Ирак             |
| Операция «Кочевая тень» (англ. Nomad Shadow)                | 5 ноября 2007    | настоящее время | Турция           |
| Операция «Новый рассвет» (англ. New Dawn)                   | 1 сентября 2010  | 31 декабря 2011 | Ирак             |
| Многочисленные африканские ОДИССЕИ                          | 1 января 2011    | настоящее время | Африка           |
| Операция «Непоколебимая решимость» (англ. Inherent Resolve) | 15 июня 2014     | настоящее время | Ирак и Сирия     |
| Операция «Страж свободы» (англ. Freedom's Sentinel)         | 1 января 2015    | 31 августа 2021 | Афганистан       |
| Операция «Страж процветания» (англ. Prosperity Guardian)    | 18 декабря 2023  | настоящее время | Ближний Восток   |
| Операция «Ящик Пандоры» (англ. Pandora Throttle)            | 13 мая 2024      | настоящее время | Украина          |

Территории, за службу на которых медаль также может быть вручена определяются специальным перечнем Министерства обороны.
Военнослужащим, отличившимся в боевой обстановке с риском для жизни, разрешено ношение дополнительных знаков отличия, размещаемых на планке медали — «боевых звёзд» (англ. battle star). По запросу военнослужащего на ношение этих знаков, его непосредственное командование направляет рапорт вышестоящему руководству с подробным описанием обстоятельств боя и степени участия в нём награждённого.
За участие в одной операции возможно только однократное награждение медалью. 9 февраля 2015 года для лиц, принимавших участие в нескольких антитеррористических операциях и неоднократно выполнивших условия для получения медали «За службу в экспедиционных войсках глобальной войны с терроризмом», учреждены дополнительные отличия на ленту — «служебные звёзды» (англ. service star), обозначающие повторное награждение. Постановление имеет обратную силу и действует с 11 сентября 2001 года.
| | Одна из девяти операций — планка без звёзд                                  |
| Бронзовая звезда за службу                                                                                         | Две из девяти операций — планка с одной бронзовой звездой                   |
| Бронзовая звезда за службу · Бронзовая звезда за службу                                                            | Три из девяти операций — планка с двумя бронзовыми звёздами                 |
| Бронзовая звезда за службу · Бронзовая звезда за службу · Бронзовая звезда за службу                               | Четыре из девяти операций — планка с тремя бронзовыми звёздами              |
| Бронзовая звезда за службу · Бронзовая звезда за службу · Бронзовая звезда за службу · Бронзовая звезда за службу  | Пять из девяти операций — планка с четырьмя бронзовыми звёздами             |
| Серебряная звезда за службу                                                                                        | Шесть из девяти операций — планка с серебряной звездой                      |
| Серебряная звезда за службу · Бронзовая звезда за службу                                                           | Семь из девяти операций — планка с серебряной и одной бронзовой звёздами    |
| Серебряная звезда за службу · Бронзовая звезда за службу · Бронзовая звезда за службу                              | Восемь из девяти операций — планка с серебряной и двумя бронзовыми звёздами |
| Серебряная звезда за службу · Бронзовая звезда за службу · Бронзовая звезда за службу · Бронзовая звезда за службу | Все девять операций — планка с серебряной и тремя бронзовыми звёздами       |

## Описание
Медаль бронзовая в форме диска с узким бортом, диаметром 1⅜ дюйма (25,4 мм). На лицевой стороне, в окружении лаврового венка, наложенный на два перекрещенных меча геральдический щит с главой и тринадцатикратно рассечённым полем. Поверх щита наложен белоголовый орлан с распростёртыми в стороны крыльями, терзающий когтями змею.
На оборотной стороне медали в центре поверх двух перекрещенных мечей белоголовый орлан с распростёртыми в стороны крыльями, терзающий когтями змею. Вдоль борта по окружности надпись: «War on Terrorism Expeditionary Medal».
Медаль в верхней части имеет ушко с кольцом, через которое пропускается лента медали.
Лента медали шёлковая муаровая, шириной 38 мм, составлена из полос разной ширины. В центре широкая красная полоса, от которой в обе стороны расположены узкие полосы: голубая, жёлтая, голубая, синяя, белая, синяя и широкая голубая.

## Порядок ношения
Награда носится в порядке старшинства на левой стороне груди перед медалью «За участие в глобальной войне с терроризмом» и после медали «За победу над ИГ».

## Медаль «За участие в глобальной войне с терроризмом»

Лента медали «За участие в глобальной войне с терроризмом»

Одновременно с медалью «За службу в экспедиционных войсках глобальной войны с терроризмом» президентом США была учреждена медаль «За участие в глобальной войне с терроризмом» для вознаграждения лиц, служащих в подразделениях и учреждениях, задействованных в антитеррористических операциях за пределами США, но не подпадающих под критерии награждения медалью «За службу в экспедиционных войсках глобальной войны с терроризмом».